# Jacques Julien Guérin
Pour les articles homonymes, voir Guérin.
 (octobre 2019).
Si vous disposez d'ouvrages ou d'articles de référence ou si vous connaissez des sites web de qualité traitant du thème abordé ici, merci de compléter l'article en donnant les références utiles à sa vérifiabilité et en les liant à la section « Notes et références ».
Jacques Julien Guérin, baron de Wald-Erbach (Warmsroth), né au Loroux le 26 janvier 1757, mort le 7 avril 1844 à Wald-Erbach, est un général de brigade français.

## Biographie
Il est originaire d'une vieille famille de Larchamp, neveu de Gatien Guérin, curé de Larchamp. Il est fils de Jacques Guérin, sieur de la Boisnière, et de Jeanne Marais, ayant pour parrain et marraine, Jean et Jeanne Guérin.
Le 6 juin 1774, il entra comme soldat au 46e régiment d'infanterie, fut nommé caporal le 16 juin 1780, et sergent le 17 janvier 1781. De cette dernière année à 1783, il assista au siège de Mahon, où il reçut une blessure, et à celui de Gibraltar.
Fait sergent-major le 1er mai 1785, il passa sous-lieutenant le 10 décembre 1791, Lieutenant le 26 avril 1792, capitaine le 23 octobre de la même année après la prise de Mayence, et adjoint aux adjudants-généraux le 8 frimaire an II. Il se trouva, pendant ces dernières années à Spire, à la prise de Worms, à celle de Mayence, de Francfort, de Hambourg, de Koenigstein et de Limbourg, à la défense de Francfort contre les Prussiens. Après avoir combattu à l'affaire de Bingen, il resta dans Mayence, tant que dura le blocus de cette place.
Employé en Vendée, il se signala le 24 vendémiaire an III au combat entre Cholet et Mortagne, et y fut blessé. Il se distingua de nouveau, le 22 frimaire, à la bataille du Mans, le 3 nivôse à Savenay, les 13 et 14 aux affaires de Machecoul, le 8 messidor auprès de Moutiers-les-Mauxfaits, et le 21 germinal an III, à l'expédition de Chanseaux, qu'il dirigea ; mais, par suite d'une erreur du représentant Aubry, qui ne l'avait pas compris dans son travail d'organisation des états-majors, il reprit son rang de capitaine, et resta dans cette position jusqu'au 28 prairial an VI, époque de sa nomination au grade d'adjudant-général chef de brigade.
Envoyé la même année dans la 11e division militaire, il y commanda successivement les départements des Pyrénées, des Landes et de la Gironde.
Promu au grade de général de brigade le 12 brumaire an VIII, il fut mis au traitement de réforme le 1er vendémiaire an X, passa, le 29 messidor suivant, dans la 24e division militaire, et se trouvait investi du commandement de Rhin-et-Moselle, quand, le 19 frimaire an XII, le premier Consul le nomma membre de la Légion d'honneur. Fait commandant de l'Ordre le 25 prairial suivant, il servit à la Grande Armée de 1806 à 1807 et fit les campagnes d'Espagne de 1808 à 1809.
Créé, le 21 décembre 1808, baron de l'Empire, avec autorisation d'ajouter à son nom celui de Walderbach, il reçut, le 4 janvier 1809, au siège de Saragosse, une blessure assez grave pour l'obliger à demander son rappel. Arrivé en France au mois de mars de la même année, il reprit, le 8 avril, le commandement du département de Rhin-et-Moselle, qu'il quitta, le 1er mai 1813, pour se rendre à Mayence afin d'y organiser les troupes qui se rendaient à la Grande Armée. Le 12 octobre suivant, le maréchal duc de Valmy lui donna l'ordre d'escorter, jusqu'au grand quartier général, un parc d'artillerie et des fourgons renfermant le trésor.
En 1814, le général Guérin fit partie de la garnison de Metz, et après les événements d'avril, il commanda provisoirement la place de Sarrelouis. Fait chevalier de Saint-Louis le 13 août, il eut, le 22 décembre, le commandement de Saint-Mihiel (Meuse). Il occupait ce poste le 20 mars 1815. Le 23, il fit prendre aux troupes la cocarde tricolore, se rendit le 15 à Bar, à l'effet de renvoyer à l'armée les militaires absents de leurs corps, et vint à Paris le 26 pour y recevoir de nouveaux ordres.
L'Empereur l'envoya, le 5 mai, à Nancy, pour y organiser et commander les gardes nationales. Le 30, il partit pour La Rochelle afin d'y prendre le commandement d'une brigade de l'armée du général Lamarque. 
Le général Guérin, admis à la retraite le 4 septembre 1815, vécut depuis entièrement étranger aux événements.